# Johannes Reiter
Johannes Reiter (* 22. April 1944 in Beckingen-Haustadt; † 28. Dezember 2020) war ein deutscher römisch-katholischer Theologe, Moraltheologe und Bioethiker.

## Leben
Nach dem abgeschlossenen Studium der Ingenieurwissenschaften in Trier nahm Reiter an der Theologischen Fakultät Trier 1968 das Studium der Katholischen Theologie auf, das er nach einem Studienaufenthalt an der Ludwig-Maximilians-Universität München mit dem Diplom beendete. Darauf folgten die Promotion zum Dr. theol. in Trier 1977 und 1983 die Habilitation im Fach Moraltheologie in Mainz. 1984 erhielt er den Ruf auf den C4-Lehrstuhl für die Universitätsprofessur für Moraltheologie an der Katholisch-Theologischen Fakultät der Johannes-Gutenberg-Universität Mainz.
Johannes Reiter hat sich vor allem im Bereich der Bioethik einen Namen erworben. Er war Mitglied in zahlreichen Gremien, hierzu zählen:
- mehrfach Mitgliedschaften in Enquêtekommissionen des Deutschen Bundestages zu Gentechnik und Medizinethik
- Bioethikkommission des Landes Rheinland-Pfalz
- Zentrale Ethikkommission bei der Bundesärztekammer
- Glaubenskommission der Deutschen Bischofskonferenz
- Päpstliche Akademie für das Leben
- Internationale Theologenkommission
- Akademie der Ethik in der Medizin
- Arbeitsgemeinschaft für Gen-Diagnostik

Reiter hat mehr als 500 Aufsätze und wissenschaftliche Arbeiten veröffentlicht. Wichtige Werke sind „Menschliche Würde und christliche Verantwortung“ (1989), „Der Schein des Anstoßes. Schwangerschaftskonfliktberatung nach dem Papstbrief“ (1999), „Die genetische Gesellschaft. Handlungsspielräume und Grenzen“ (2002), „Orientierung finden: Ethik der Lebensbereiche“ (2008) und „Christliches Ethos und Lebenskultur“ (2009).
Er wurde für sein ehrenamtliches Engagement in zahlreichen gesellschaftspolitischen Gremien mit dem Verdienstorden der Bundesrepublik Deutschland (Verdienstkreuz am Bande) geehrt.

## Schriften
- Der Moraltheologe Ferdinand Probst (1816–1899). Eine Studie zur Geschichte der Moraltheologie im Übergang von der Romantik zur Neuscholastik (= Moraltheologische Studien Historische Abteilung. Bd. 4). Patmos, Düsseldorf 1978, ISBN 3-491-78443-3.
- Gentechnologie oder die Manipulation des Lebens – Aktuelle Schriften… Johannes-Verlag, Leutesdorf 1985, ISBN 3-7794-0940-2.
- mit Ursel Theile (Hrsg.): Genetik und Moral. Beiträge zur Ethik des Ungeborenen (Moraltheologie interdisziplinär). Matthias-Grünewald-Verlag, Mainz 1985, ISBN 3-7867-1158-5.
- Menschliche Würde und christliche Verantwortung: Be-denkliches zu Technik, Ethik, Politik. Butzon & Bercker, Kevelaer 1989, ISBN 3-7666-9635-1.
- mit Rolf Keller: Herausforderung Schwangerschaftsabbruch. Fakten – Argumente – Orientierungen (= Herderbücherei. Bd. 1779). Herder, Freiburg 1992.
- (Hrsg.): Der Schein des Anstoßes. Schwangerschaftskonfliktberatung nach dem Papstbrief. Fakten – Dokumente – Perspektiven. Herder, Freiburg 1999, ISBN 3-451-26956-2.
- Die genetische Gesellschaft. Handlungsspielräume und Grenzen (= Topos plus TB. Bd. 428). Lahn, Limburg 2002, ISBN 3-7867-8428-0.
- mit Marianne Heimbach-Steins: Orientierung finden – Ethik der Lebensbereiche (Theologische Module). Herder, Freiburg 2008, ISBN 3-451-29783-3.
- mit Markus Schulze, Georg Augustin: Christliches Ethos und Lebenskultur. Bonifatius, Paderborn 2009.